# Botrychium alaskense
Botrychium alaskense là một loài dương xỉ trong họ Ophioglossaceae. Loài này được W.H. Wagner & J.R. Grant mô tả khoa học đầu tiên năm 2002.
Danh pháp khoa học của loài này chưa được làm sáng tỏ. 